# Mészáros András (kanonok)
Mészáros András, Ondrej Meszároš (Várna, Trencsén megye, 1741. július 21. – 1812. december 2.) nyitrai kanonok.

## Élete
A bölcseletet és teológiát Nyitrán tanulta. 1771-ben alsószúcsi, 1774-ben szoblahói, 1776-ban dubnici plébános, 1800-ban tiszteletbeli, 1804-ben pedig valóságos nyitrai kanonok lett. Jeles egyházi szónok volt. Évforduló halotti misére 640 forintos alapítványt tett. A várnai plébániatemplomnak és szegényeknek pedig 1809. augusztus 4-én 1000 forintot adományozott. Meghalt mint trencséni főesperes 1812-ben.

## Művei
- Modlitbi nagzámegsé, a nagpeknegsé, které nagswategsi otec rimski pápež Pius VI. wiložil ... Nagyszombat, 1790. (VI. Pius pápa imái, németből ford.).
- Krestanská katolická z Winaučowáním Modlácá kniha, kterú w nemeckén Gaziku widal pán Karel Henrik Saiht. Uo. 1795. (Katholikus imádságos könyv, Saiht Károly Henrik után németből ford.).
- Srdco otcowské swatého Gozefa Kalasancia zaklatatela rádu škol pobožních, chudobnich od matki bozkég w učinku láski bližňiho swého, w ewičeňu détek w duhu umelosti, a pobožnosti na deň S. Gozefa Kalasancia w nedelu XII. po s. duchu roku 1797 w chráme božém Trenčanském škol pobožnich predložené. Uo. (Egyházi beszéd Kalazanczi Józsefről).
- Reč na primicie Františska Heszterini. Uo. 1798. (Beszéd Heszterini Ferencz első miséjekor).
- Carmen de funesto casu Varnensi, qui evenit 14. Augusti 1797. dum fatali incendio duae plateae horreque plena fruge absumta fuissent. Uo. 1798.
- Reč na den sv. Matusa ap. Uo. 1798. (Beszéd szent Máté apostol napján).
- Památka w požehnáni geho ... pana grófa Illésházy Gána Kristela od Illésházy, zámku, a panstwi Trenčanskéhoz urečitého pana ... pri priležitosti slawnich exequii od sláwnég stolice Trenčanskég uridenich a dňe 10. Cerwenka w chráme bozkém trenčanském sárském roku 1799. držanich. Ugyanott. (Emlékbeszéd Illésházy János grófról, Trencsénmegye főispánjáról).
- Reč na den sv. Josefa Kal. Privigye, 1799. (Beszéd Kalasanci sz. Józsefről).
- Učeňe náboženstwa rimského katolického profi wětlagsého času wseckém odporňikom na sposob katechisma wiložené ... Nagyszombat, 1800. (Keresztény kath. Katechismus Kronenberger Ernő után németből ford.).
- Slavná památka sv. Františska Seraph. Ugyanott, 1801. (Szerafi szent Ferencz emlékezete).
- Kázeň na deň poswácáni chrámu božiho KOchanowského w nedelu tretu po S. duchu powedená ... roku 1801. Uo. (Egyházi beszéd a kohanóczi templom alapkő-letételekor).
- Slawná Památka Sw. Frančiška Serafinského w Chráme božem Prusčanském Swatého Rádu Bratrow menšjch w nedelu dewatenástu po swatém Duchu 1801. drzaná. Uo. 1801. (Emlékbeszéd Szerafi szent Ferenczről).
- Kázeň na deň swateho Ondrega Apośtola a Patrona Chramu Božiho Bolešowského roku 1800. Uo. 1801. (Szent András napján mondott egyházi beszéd).
- Prjhodná Reč pri pohrebowánú crinajhodnejssiho nekdi Pána Budinski Mikuláša, hlawného chrámu Božjho Nitránskéhoz Kapitulňjka, a Košeckého Fárára dna 19 Cerwena 1802 powedena. Uo. 1802. (Budinski Miklós emlékezete).
- Kázeň pri prwneg msi swateg cithodného pana Bubla Gozefa, slawnég archi-kapitule Ostrihomskég, w nowe poswafeného knaza w chráme božem skalském pri noweg wsi w uterek welkonočňi powedená ... roku 1803. Uo. (Egyházi beszéd Bubla József első miséje alkalmakor).
- Knaztwo nowého zákona wiložené pri slawnosti, prewnég msi swatég ctihodného pána Majthény Antala od Kesselőkő slawnég archi-kapitule Ostrihomskég w nowe poswateného knaza w nedelu XV. po swatém duchu w chráme božem oslanském ... Uo. 1804. (Egyházi beszéd a papság hivatásáról, Majthényi Antal első miséje alkalmakor).
- Zena bohagobná chwalená pri pohrebowáňu wisoce urodeneg nekdi paňég Kristini Majthény od Keselő-Kő, wisoce urodenéhoz pana Ambro Gozefa od Adamowec pozotalég wdowi ... dna 9. mesáca Ganuara, roku 1804. Uo. (Egyházi beszéd az istenfélő asszonyról, Majthényi Krisztina halálakor).
- Modlitbi a pohožné cwičeni k rozmnožeňu česti a welebnosti nagswategsého Srdca Gežise, kterého slawnost' w chráme páňe mneho-welebnich pannen z rádu swatég Ursuli w Prespurku w pátek po oktáwe t'ela božiho, a w nasledugicich dnow pobožňe sa zachowawa. Uo. 1808. (Imádságos könyv).
- Dom Sväty čili žiwot Tobiassow ... predstawil Karol Latasse. Szakolcza, 1896. (Szent Tóbiás élete, írta Latasse Károly, németből. ford. M, az 5. kiadást újra kiadta Oswald Richard).